# Ghostface
Ghostface é uma identidade fictícia adotada por vários personagens da série de filmes Scream. O personagem é praticamente mudo, mas sua voz é expressa por Roger L. Jackson, independentemente de quem está por trás da máscara. O personagem apareceu pela primeira vez em Scream (1996), como um disfarce usado pelos adolescentes Billy Loomis (Skeet Ulrich) e Stu Macher (Matthew Lillard), durante sua série de assassinatos na cidade ficcional de Woodsboro. Ghostface foi criado por Wes Craven e Kevin Williamson. A máscara é baseada na pintura O Grito de Edvard Munch e foi criada e projetada pela empregada do Fun World, Brigitte Sleiertin, como um traje do Dia das Bruxas, antes de ser descoberto por Marianne Maddalena e Craven para o filme. O personagem é usado principalmente como um disfarce para cada um dos antagonistas de cada filme para esconder sua identidade, ao conduzir assassinatos em série e, como tal, tem sido retratado por vários atores.
Em Scream, a identidade é adotada temporariamente pelo alvo dos assassinos, Sidney Prescott (Neve Campbell), usando-a contra eles, se tornando o Ghostface mesmo que momentaneamente. Apesar de ficticiamente ser um personagem do elenco, quem veste a fantasia na maioria das vezes no primeiro, segundo e quarto filme é Dane Farwell, stuntman (dublê) que lhe deu características específicas como limpar a faca depois de matar, dando também a estatura e movimentação única ao personagem. No universo Scream, o traje não é único e é facilmente obtido, permitindo que outros usem uma roupa semelhante. Ghostface muitas vezes liga para seus alvos para brincar ou ameaçá-los usando um modificador de voz que esconde sua verdadeira identidade. Em Scream 3, este é usado ainda mais por Roman Bridger (Scott Foley), que usa um dispositivo que lhe permite falar como personagens do elenco, a fim de manipular os alvos. A mudança de identidade da pessoa sob a máscara significa que Ghostface não tem nenhuma motivação definida, considerando que são pessoas diferentes, que vão desde a vingança e busca de fama. No entanto, cada assassino compartilha o objetivo comum de matar Sidney devido a uma cadeia de eventos indiretamente ligada à sua mãe Maureen Prescott (Lynn McRee).
Inicialmente, Billy Loomis (Skeet Ulrich) criou a identidade com Stu Macher (Matthew Lillard) para matar Sidney por causa do caso de sua mãe com o pai de Billy. A personalidade de Ghostface permanece a mesma durante toda a série de Scream, caracterizando um capuz preto e capa com uma base irregular e uma máscara de borracha branca que assemelha-se a um fantasma com uma expressão gritando daí o nome “Ghostface” (cara de fantasma) criado inclusive por  Kevin Williamson, mas falado pela primeira vez pela personagem Tatum no primeiro longa. Apesar de Ghostface ser humano, ele geralmente exibe Tenacidade sobre-humana contra danos físicos, níveis anormais de força e uma habilidade furtiva sobrenatural; Capaz de aparecer e desaparecer em situações aparentemente impossíveis. Existem teorias que supõem que a fantasia tem poderes mágicos, considerando o fato de que nem um Ghostface foi morto enquanto estava fantasiado e independente quem esteja vestindo a fantasia a habilidade do usuário é a mesma, mas na trama os personagens interpretam como apenas uma fantasia. O personagem tem aparecido muitas vezes na cultura popular desde a sua criação, referenciado no cinema e na televisão se tornando instantaneamente um personagem cult.

## Aparições (contém spoilers)
Ghostface aparece pela primeira vez na cena de abertura de Scream. O personagem, falado por Roger L. Jackson, liga e aterroriza a adolescente Casey Becker (Drew Barrymore) com clichês de horror e perguntas sobre filmes de terror, acabando por assassinar seu namorado Steve Orth (Kevin Patrick Walls) na frente dela antes que ela mesma seja morta. A identidade foi adotada pelos principais antagonistas de cada filme sucessivo para ocultar sua identidade, antes de ser revelada no ato final de cada filme. A primeira aparição cinematográfica de Ghostface foi em Scream (1996), onde a identidade foi usada por um assassino perseguindo a cidade fictícia de Woodsboro, Califórnia. Depois que a série de homicídios começa, Sidney Prescott (Neve Campbell) começa a receber insultos e ameaças por telefonemas de Ghostface, que afirma o conhecimento do assassinato brutal de sua mãe Maureen Prescott (Lynn McRee), um ano antes dos eventos do filme, um assassinato que culpou Cotton Weary (Liev Schreiber). O disfarce de Ghostface permite que a suspeita caia em muitas pessoas, incluindo o namorado de Sidney, Billy Loomis (Skeet Ulrich), seu pai, Neil Prescott (Lawrence Hecht), seu amigo, Randy Meeks (Jamie Kennedy) e seu colega Stu Macher (Matthew Lillard). Ghostface é revelado no final como Billy e Stu, que revelam que eles assassinaram a mãe de Sidney e incriminando Cotton. Billy cita sua motivação como abandono por sua mãe (Laurie Metcalf), provocada pelo caso de seu pai com Maureen, enquanto Stu cita "pressão psicológica". Sidney é capaz de ganhar uma vantagem contra Billy e Stu, adotando temporariamente o próprio personagem Ghostface para provocá-los depois de sidney prescot (neve campbell) de matar Stu. Gale Weathers (Courteney Cox) dispara em Billy para impedi-lo de matar Sidney, que então mata Billy com uma bala na cabeça.
A segunda aparição de Ghostface foi em Scream 2 (1997), onde foi novamente usado como um disfarce pelos principais antagonistas. Uma série de assassinatos ocorre no Windsor College, local atual de Sidney, com as vítimas iniciais compartilhando nomes com as vítimas de Billy e Stu de Scream. Os assassinos novamente provocam Sidney e tentam matá-la e mais tarde matam Randy. O disfarce Ghostface permite que suspeitas de caiam em vários personagens, incluindo Cotton, novamente, e o namorado de Sidney, Derek (Jerry O'Connell). No entanto, Mickey (Timothy Olyphant), um amigo de Derek, revela-se como o assassino, buscando fama por suas proezas prolíficas. O cúmplice de Mickey revela-se ser a mãe de Billy, sob o pseudônimo de Debbie Salt, que está buscando vingança contra Sidney pela morte de seu filho. A Sra. Loomis atira em Mickey, alegando ter consentido seu desejo de fama apenas para conseguir sua ajuda na promulgação de sua vingança, e tenta matar Sidney. Com a ajuda do exonerado Cotton, Sidney sobrevive e a Sra. Loomis é morta. Segundos depois, Mickey põe-se de pé gritando, mas é rapidamente morto por Gale e Sidney com diversos tiros.
A história continua em Scream 3 (2000) onde a identidade de Ghostface é usada para assassinar Cotton e sua namorada Christine, em uma tentativa de descobrir a atual localização escondida de Sidney. O assassino deixa imagens de Maureen nas cenas do crime para tirar Sidney do isolamento ao assassinar o elenco de "Stab 3", o filme dentro de um filme baseado em Sidney e suas experiências com Ghostface. Ghostface é revelado como meio irmão de Sidney, Roman Bridger (Scott Foley), nascido de sua mãe Maureen durante um período de dois anos, quando ela se mudou para Hollywood para se tornar uma atriz, sob o nome de Rina Reynolds. Depois de ser estuprada em grupo, ela deu a Roman para adoção, que a procurou anos mais tarde, apenas para ser rejeitado, negando que ela nunca tinha sido Rina. Roman começou a perseguir Maureen e filmar seus relacionamentos com outros homens, incluindo Hank Loomis. Ele usou esta filmagem para revelar a Billy por que sua mãe tinha "abandonado" ele, antes de convencê-lo a matar Maureen, provocando a cadeia de eventos em Scream e Scream 2. Com a ajuda de Sidney, seu amigo Dewey Riley (David Arquette) consegue matar Roman, terminando a série de assassinatos com base em sua vingança contra Maureen.
Em Scream 4 (2011), outro assassino de Ghostface emerge em Woodsboro no décimo quinto aniversário do massacre conduzido por Billy e Stu; O novo assassino recria eventos do incidente, mas também filma os assassinatos para criar um filme snuff. Ghostface mata vários adolescentes e policiais antes de ser desmascarado como sua prima Jill Roberts (Emma Roberts) e seu amigo Charlie Walker (Rory Culkin) que pretendem matar Sidney e incriminar o ex-namorado de Jill, Trevor Shelton (Nico Tortorella) e se tornar a geração atual "Sidney" e "Randy Meeks", com a fama acompanhante de serem os "sobreviventes" do massacre. Jill trai Charlie e esfaqueia ele no coração e, em seguida, aparentemente mata Sidney, antes de propositadamente se ferir e esfaquear-se para fazer-se parecer uma vítima de Ghostface. Depois de ser levada ao hospital, Dewey informa que Sidney sobreviveu. Jill tenta matar Sidney, mas é interrompida por Dewey, Gale e Judy Hicks (Marley Shelton) a tempo suficiente para Sidney á desfibrilar na cabeça e depois finalizar com um tiro no peito, matando-a.

## Conceito e criação

Um molde original para a máscara Ghostface com base no design do Fun World, mas com diferenças significativas, incluindo características mais pronunciadas, a fim de evitar problemas de direitos autorais.

O traje Ghostface consiste de uma máscara de borracha branca com olhos pretos, nariz e boca com um material preto, semelhante a um pano, um roupão com capuz com falso-tatters draping nos braços. No filme, o traje é considerado comum e facilmente adquirível tornando a identificação dos compradores difícil e criando a possibilidade de qualquer pessoa ser o assassino.
A máscara foi desenvolvida pela primeira vez para lojas de novidades durante a temporada de Halloween entre 1991 e 1992 pela empregada Brigitte Sleiertin do Fun World, como parte de uma série intitulada "Fantastic Faces", a própria máscara foi conhecida como "The Ghost Peanut-Eyed". O projeto final foi aprovado pelo vice-presidente do Fun World, Allan Geller. Craven afirmou ter encontrado originalmente a máscara, porém, mais tarde esclareceu que tinha sido incorreto no evento e que foi a produtora Marianne Maddalena que descobriu. Encontrou-a dentro de uma casa durante a locação do filme e chamou a atenção de Craven, que tentou obter os direitos de usá-la. O diretor de Licenciamento R.J. Torbert  juntou-se ao Fun World em 1996 e recebeu a tarefa de nomear a máscara antes de sua estreia no cinema, decidindo nomea-lá "GhostFace" com a bênção dos proprietários do Fun World, Stanley e Allan Geller. Torbert sentiu que parecia um "fantasma na dor", acreditando que fosse um projeto único. O projeto e o título de Ghostface são possuídos pelo Fun World.
O desenho da máscara tem referência à pintura de Edvard Munch O Grito, um dos personagens na capa do álbum de Pink Floyd, The Wall e os personagens fantasmagóricos que apareceram nos desenhos animados dos anos 30, Betty Boop. A máscara é branca e mostra uma caricatura de alguém gritando e chorando ao mesmo tempo. A designer Sleiertin afirmou que a máscara exibiu emoções diferentes, "É um olhar horrível, é um olhar triste, é um olhar frenético". Desde a aparição de Ghostface em Scream, o traje tornou-se um dos trajes mais usados e vendidos para Halloween nos Estados Unidos.

As máscaras de Ghostface visto em (da parte superior esquerda para parte inferior direita) Scream, Scream 2, Scream 3 e Scream 4.

O script inicial rotulou o antagonista principal como "assassino mascarado" sem especificações para sua aparência, forçando Craven e sua equipe a produzir o traje eventualmente usado por Ghostface, quando eles estavam filmando. Craven pediu a Greg Nicotero e Howard Berger da empresa de design KNB Effects para produzir uma máscara especificamente para o filme baseado no projeto Fun World, mas não gostou do resultado final. Depois que Fun World e Dimension Films conseguiram concluir um acordo para o uso da máscara Ghostface, Craven conseguiu usar o design original como ele queria. A máscara feita por KNB Effects ainda aparece nas cenas envolvendo o assassinato de Casey Becker e do diretor Himbry, porque as filmagens dessas cenas foram concluídas antes da finalização do acordo entre a Fun World ea Dimension Films.

Viemos com uma variedade de máscaras que tinham a aparência de fantasma. De toda a variedade, aquele rosto era o mais forte. O design definitivamente tinha algo que fez o excelente comparado aos outros.

— Brigitte Sleiertin na escolha do design final de Ghostface
No primeiro filme, Craven vestiu o traje durante a cena de assassinato de abertura, onde o personagem é atingido por um telefone e por Ulrich apenas uma vez durante uma cena final onde o personagem se prepara para assassinar Randy. Apesar de Stu estar vestindo o traje no filme, o ator Lillard nunca usou a roupa. Scream 2 apresenta uma versão ligeiramente redesenhada da máscara, da linha "Fearsome Faces", possuindo olhos ligeiramente alterados e um queixo recurvado. Seguindo Scream 2, a máscara Ghostface tornou-se parte da linha "Ghostface" de máscaras, com várias variações do design, incluindo modelos de brilho no escuro. A versão simples e branca da máscara de linha Ghostface é usada em Scream 3 por Bridger. Outra edição da máscara foi desenvolvida, apelidada de "The Deluxe Edition Mask" para ser usada pelo Ghostface no Scream 4, de novo semelhante ao design original, mas construída com borracha mais espessa com um acabamento nacarado.

## Identidade
Ghostface é um assassino em série que agiu em Woodsboro, Califórnia, uma cidade ficcional. No primeiro filme, ele é duas pessoas: Billy Loomis (Skeet Ulrich) e Stu Macher (Mathew Lillard). No segundo filme, novamente são dois assassinos: Mickey Alteri (Timothy Olyphant) e a mãe de Billy (Laurie Metcalf). No terceiro filme, o assassino é apenas um, o meio-irmão de Sidney Prescott, Roman Bridger (Scott Foley), um diretor de cinema que está dirigindo o filme "Punhalada 3", que representa a história dos assassinatos de Woodsboro. E no quarto filme, os assassinos são Jill Roberts (Emma Roberts), que não aguentava mais viver à sombra da fama da prima Sidney Prescott, e queria finalmente ser a estrela, e ser reconhecida mundialmente como a única sobrevivente do novo massacre em Woodsboro, e Charlie Walker (Rory Culkin), um viciado em filmes de terror que queria fazer um Remake do filme "Facada" com cenas reais de morte. Já na série da MTV o assassino se revela na primeira temporada como sendo Piper Shaw (Amelia Rose Blaire), meia irmã de Emma (Willa Fitzgerald) e filha de Maggie (Tracy Middendorf) , que busca vingança pela morte do seu pai e pelo abandono de sua mãe, e Kieran Wilcox (Amadeus Serafini), na segunda temporada, que era namorado de Piper e busca vingança pela morte da mesma.

## Ligações com Sidney
Todos os assassinos de Pânico (Menos da série da MTV) tem algo em relação a personagem principal, Sidney. No primeiro o assassino é Billy Loomis e Stu Macher, seu namorado e amigo, respectivamente. Este último revela sentir atração afetiva e sexual por Sidney. No segundo, é Mickey Alteri e a mãe de Billy, seu amigo e sua ex-sogra. Mickey é um assassino profissional contratado pela mãe de Billy, por isso, suas intenções para com Sidney, por piores que fossem, não eram 100% pessoais, embora este demonstre um prazer sádico em atormentá-la. No terceiro, Roman Bridger, meio-irmão de Sid. E por fim, no quarto filme são Jill Roberts e Charlie Walker, sua prima e amigo/namorado desta e fã da Sidney.

## O assassino em partes

### Pânico
Sempre há uma discussão nos filmes para saber realmente quem estava por trás da máscara em cada momento. Billy é geralmente o assassino mais assustador e Stu é o responsável para completar o plano. O único personagem que  interpretou o Ghostface que demonstra não ter nem um motivo racional foi o Stuart Macher (Matthew Lillard), pois todos os outros antagonistas tinham uma explicação plausível porque começou a matar, por um breve momento ele alegou pressão dos pares mas não pareceu plausível bastante para ser considerado já que estava evidentemente com medo de ser preso. Aqui está quem matou ou atacou quem no primeiro Pânico:
- Quem assassinou Maureen, a mãe de Sidney, foram Billy e Stu a mando de Roman Bridger. Outra teoria é de que o assassinato de Maureen tenha sido executado pelos três.

### Casa da Casey
- Ligação: Billy A forma que ele fala aparenta mais com o Billy, também demonstra conhecimento em filmes de terror, característica bastante presente no Billy.
- Assassinato de Steve:  Stu " Partindo da lógica de que o Billy está na ligação com a Casey. Sem contar que seria impossível o Billy falar com a Casey e arrastar a cadeira que aparece do nada com o Steve ao mesmo tempo, provando que foi um ato dos dois assassinos.
- Ataque a Casey  Billy Evidencias solidas mostram que foi o Billy que matou Casey, como o fato de stu ter desmaiado pela pancada na cabeça e imediatamente aparece outro ghostface com outra máscara, menor que a primeira. Também parece lógico pelo fato de que ele é o vilão principal e deveria fazer.

### Casa da Sidney
- Ligação: Billy Ele aparece na janela depois derrubando o celular.
- Ataque a Sidney: Stu Depois ele a ataca e foge, deixando a máscara na porta pra incriminar Billy conforme o plano. Se o Billy fosse o Ghostface ele não teria tempo de chegar na janela ao mesmo tempo que desaparecia na porta. Também há um detalhe que mostra que Stu era o Ghostface nesta cena. Enquanto perseguia Sidney escada à cima, na versão em inglês o Ghostface diz “easy easy”, quase imperceptível. Um dia depois o próprio Stu diz isso na escola.

### Casa da Tatum
- Ligação: Stu  Na cadeia, Billy ligou pra Stu pra ligar pra Tatum e ameaçar Sidney.

### Escola
- Banheiro: O ataque contra Sidney no banheiro parece mais uma brincadeira dos alunos do colégio já que descobriram a fantasia do assassino. Aqui o “atacante” não tem uma faca, arma essa inseparável.
- Ataque ao Diretor: Stu e Billy Não existe sólidas evidências de quem matou, mas é quase certo que os dois fizeram, considerando que estavam na escola e disponíveis, vale lembrar também que mais tarde é revelado que o corpo do diretor foi pendurado na baliza do campo de Futebol, coisa que seria difícil com apenas um assassino.
- Espionagem: Billy Ele queria extrair informações pessoais da Sidney, nada mais. Existe uma teoria de que Roman estava espionando Sidney e Tatum no primeiro filme. Na primeira cena da espionagem, Sidney e Tatum estavam na casa desta última e o assassino as espionava dentre as árvores próximas à casa de Tatum. Depois disso, a cena seguinte corta para a locadora onde Randy trabalhava, na qual ambos Billy e Stuart se encontravam. Depois disso, percebe-se que a cena seguinte se situa num mercado onde Sidney e Tatum estão fazendo compras. E o assassino mais uma vez aparece refletido no vidro do freezer. De acordo com a lógica, não teria como Billy ou Stu estarem espionando as duas e estando na videolocadora ao mesmo tempo, de modo que só poderia haver um terceiro assassino. Este último só poderia ser Roman, pois o próprio admitiu no terceiro filme: Seu namorado não gostou de ver o pai dele no meu filme, não gostou mesmo! E no final, tudo o que os garotos precisavam era de umas dicas. [...] Eu sou um diretor, Sidney. Eu dirijo. Eu não fazia ideia de que eles iriam fazer um filme só deles. De acordo com a teoria, Billy e Stuart estavam orquestrando os assassinatos, sendo monitorados e orientados por Roman, o terceiro assassino de Scream.

### Casa do Stu
- Ataque a Tatum: Billy  Stu tava com os convidados na casa e mandou ela ir pegar mais cerveja porque ele sabia que Billy estaria lá na garagem.
- Ligação pra Policia: Stu   Ele informou pra polícia que o carro de Neil Prescott, o pai da Sidney, estava ali por perto pra ajudar a aumentar as suspeitas sobre ele.
- Ligação para Randy: Stu Ele liga pra contar que o diretor foi morto, assim tirando os convidados da casa.
- Simulação de Billy: Stu Motivos óbvios.
- Ataque a Kenny:  Stu Após a simulação de Billy Stu persegue Sidney fazendo ela escapar pela janela, ao descer pela escada para persegui-la ele se depara com Randy e desiste de mata-lo pois escuta gritos de Sidney que já estava com Kenny.
- Ataque a Dewey: Billy Depois de perder Sidney no camburão, Stu a persegue, mas ela entrou no mato e não a acha. Em seguida Gale dirige mas perde o controle e se acidenta, então Stu vai checar pra ver se ela está morta, que no fim do filme Billy perguntaria: “ela não estava morta?” e ele responde “ela estava cara…ainda está”. Billy não ficou o tempo inteiro no quarto da casa, ele desceu as escadas, foi pegar Neil onde quer que seja que ele estava e o guardou no armário. No mesmo instante, ele ouve Dewey chamando por alguém, pega a fantasia e o esfaqueia e ataca Sidney na viatura. Após isso, ele foge, entra pela garagem aberta onde tava Tatum, tira a fantasia, guarda no armário e sobe as escadas – tudo isso enquanto Sidney estava sendo distraída por Randy e Stu na entrada.

### Pânico 2
Neste filme, é fácil saber quem está por trás da máscara porque os motivos dos assassinos são claros. Mickey queria culpar os filmes, criando uma sequência dos assassinatos em série de Woodsboro e a Sra. Loomis queria APENAS se vingar dos sobreviventes e quem matou Billy ou seja: Sidney,Randy e Gale.
- Quem matou Phil foi Mickey
- Quem matou  Maureen no cinema foi Mickey
- Quem telefonou para Cici foi a Sra. Loomis' e Mickey a matou pois Mickey é o último a chegar na festa.
- Quem telefonou e atacou Sid foi a Sra.Loomis
- Quem esfaqueou Derek foi a Sra.Loomis
- Quem assustou Sidney no teatro foi Mickey
- Quem telefonou para Randy foi a Sra.Loomis e ela também o matou
- Quem enviou o I.M. para Sidney na rede de computadores foi Mickey
- No estúdio, ambos estavam presentes, quem filmou foi Mickey e quem atacou Gale foi a Sra. Loomis
- Quem esfaqueou Dewey foi a Sra. Loomis
- Mickey matou os guarda-costas de Sid - Andrews e Richards - e Hallie
- Mickey matou Derek
- A Sra. Loomis atira em Mickey e Gale
- Sidney mata a Sra.Loomis

### Pânico 2 - Final alternativo (primeiro script)
- Quem matou Phil e Maureen no cinema foram Derek
- Quem telefonou para Cici foi a Halie e ela também a matou
- Quem telefonou  e tenta matar Sidney é  Derek
- Quem matou e telefonou para Randy foi Halie
- Quem enviou o I.M para Sidney foi Derek
- Quem atacou Gale foi Halie
- Quem esfaqueou Dwight foi Derek
- Quem matou Andrews e Richards foi Halie
- Quem atira em Gale é Halie
- Derek mata Halie e vai preso

### Pânico 3
Foi Roman o responsável por todas as mortes neste filme pois o mesmo agia sozinho. Manteve, de certa maneira, o esquema de assassinato dos filmes anteriores, telefonando e matando suas vítimas. Contudo, neste longa, o assassino também faz uso de outros aparelhos para comunicar-se com suas vítimas, como, por exemplo, um aparelho de fax.
- Christine Hamilton
- Cotton Weary
- Sara Darling
- Steven Stone
- Tom Prinze
- Angelina Tyler
- Tyson Fox
- Jennifer Jolie
- John Milton

### Pânico 4
- Jill esfaqueou Marnie e Charlie a arremessou além de a ter segurado
- Jill telefonou para Jenny e também a matou
- Charlie ligou para Kirby e matou Olivia
- Charlie ligou e matou Rebecca, Jill estava Cuidando do corte no braço e provavelmente estava com a Kirby e a mãe pois sua amiga havia sido estripada, nessa ideia, se Charlie havia atacado antes há muito mais chance do próprio ter ligado, matado e arremessado o corpo de Rebecca.
- Jill esfaqueou Gale no celeiro, Depois de falar com Sidney na casa dela, ela sobe as escadas e escapa pela janela (a janela que Hoss depois diria que encontrou aberta na ronda). Em seguida, ela se dirige a Facatona e chegando lá ela desativa as câmeras da Gale (segundos depois mostra Charlie conversando com Robbie e Kirby). Ela usa a webcam no celeiro para distrair Gale e em seguida ela a ataca e a disfere um golpe contra o cotovelo que depois ela diria pro Dewey que ambas tem “marcas iguais”.
- Jill matou os Policiais, ao sair de casa pela janela para se encontrar com Kirby ela não vai imediatamente, Charlie não havia tempo pois já estava com a Kirby indo para a casa da mesma;
- Quem telefonou para Sidney na casa de Kate foi Jill
- Quem matou Kate foi o Jill Apos matar os policiais ela não saiu da região, enquanto Charlie estava com Kirby e Robbie.
- Charlie matou Robbie enquanto Jill amarrava Trevor
- Jill ligou e fez o jogo de perguntas com Kirby
- Charlie também "matou" Kirby
- Jill matou Trevor
- Jill matou seu parceiro Charlie

### Mentores e discípulos
- Pode-se considerar Jill Roberts a mentora do filme Pânico 4, e Charlie Walker o discípulo.
- Em Pânico, Billy Loomis é o mentor e Stu é o discípulo, a submissão de Stu é evidente.
- Em Pânico 2 a Sra. Loomis (Mãe de Billy) foi a mentora e Mickey o discípulo.
- Em Pânico 3 Roman foi mestre, fez tudo sozinho e planejou tudo com perfeição. Também é o Ghostface com mais mortes.

## Informações dos ataques
Como pode-se saber qual é o assassino atuando em cada cena, se suas máscaras não deixam ver o rosto, usam aparelhos para trocar a voz e ficam em vários lugares? Aqui vai quem matou e como em Pânico.
- Uma possível teoria é que na primeira parte do filme, os responsáveis por capturar Steven foram ambos, Billy ligou, porém quem o matou Steven foi Stu, quem ligou demonstrava conhecimento sobre filmes de terror, é revelado que ambos os assassinos conhecia o gênero, mas Billy se sobressaindo. Após Stu perseguir Casey, ele é nocauteado por Casey que empunhava o telefone, do lado de fora da casa, tempo suficiente pra ela fazer sua escada, momentos depois um Ghostface aparece do nada, fora da casa e com oque parece ser uma máscara diferente. Detalhes como a forma que o assassino segurava a faca se assemelha com Billy, Stu segura a faca com as duas mãos. Também o fato do assassino tentar estrangular Casey, Billy tenta o mesmo contra Sidney.
- Depois, na casa de Sidney ficou óbvio: Billy, do lado de fora da casa, ligava pelo celular clonado de Neil, enquanto Stu invadia a casa trajado de Ghostface. Ele derrubou Sidney, segurando com as duas mãos a faca para apunhalar quando ela consegue fugir escadas à cima, o Ghostface enquanto a perseguia diz "easy, easy" o próprio Stu diria isso na escola. Em seguida Billy entrou pela janela do quarto. Se o assassino nesta parte, tivesse sido Billy, ele não teria entrado pela janela, logo na fuga, tão rápido. Além de a máscara estar com o policial Dewey na porta de entrada.
- Na festa na casa de Stu, Tatum, amiga de Sid, foi pegar mais bebida, quando se encontrou com o assassino, que era Billy. Foi ele porque ele entrou na casa e guardou a roupa no armário debaixo da escada, roupa esta que, no final, Sid usou para atacar Billy. Tirando a roupa de Ghostface, ele seguiu até a entrada da casa, onde fez um olhar para Stu como se dissesse "está feito!"
- Quando os alunos receberam a notícia de que o diretor havia sido morto e pendurado, elas vão ver, deixando a festa somente com Sid, Randy, Gale, Kenny, Billy, Dewey e Stu. Nesta hora, quando Billy e Sid estavam conversando, Stu usou a roupa do assassino para fingir matar o namorado de Sid, deixando como suspeito somente Randy e o próprio Stu, que percorreu a casa atacando a todos.
- Depois de matar Kenny e presenciar o acidente de Gale, Stu vai se certificar se ela está morta. Enquanto isso, Billy desce as escadas, pega a fantasia no armário, a qual usou para matar Tatum e que posteriormente Sid usaria para o atingir com o guarda-chuva e vai pegar Neil, o pai de Sidney. No mesmo momento, Dewey entra na casa e perguntando por alguém, então Billy o ouve e o esfaqueia. Em seguida se dá de cara com Sidney no lado de fora da casa e a atormenta dentro do carro, depois a tenta ferir mas perde. Depois disso, ele sai, entra pela garagem que estava aberta, guarda a fantasia e sobe as escadas. Tudo isso enquanto Sid era distraída por Randy e Stuart na entrada da casa.

## Momentos em que o Ghostface se revela
As cenas em que o Ghostface se revela:
- Final de Pânico -  Billy atira em Randy Meeks, se revelando para Sidney; logo depois Stu entra na cena e também se revela à Sidney
- Final de Pânico 2 - Mickey tira a máscara para Sidney e a Sra. Loomis aparece com uma arma (Não estava vestida como Ghostface) se revelando assassina também.
- Final de Pânico 3 - Roman se revela para Sidney
- Final de Pânico 4 - Sidney é imobilizada por Charlie na cozinha, que se revela um dos assassinos, no entanto esta consegue escapar até a porta da casa, onde é esfaqueada por Jill, que retira a máscara do Ghostface e revela-se um dos assassinos
- Final da primeira temporada da série de televisão Scream (Revelações) - Emma (Willa Fitzgerald) vai ao lago ajudar sua mãe, que está amarrada, ao olhar para trás encontra Ghostface, após confrontá-lo, o assassino tira a máscara, revelando ser Piper Shaw (Amelia Rose Blaire).
- No final da segunda temporada da série de televisão Scream (Quando Um Estranho Chama) - Kieran Willcox (Amadeus Serafini) se revela ser o segundo 'Ghostface' para sua namorada Emma, afirmando ser parceiro de Piper.